# Jaśkowo (osada leśna)
Jaśkowo – osada leśna w Polsce, położona w województwie warmińsko-mazurskim, w powiecie piskim, w gminie Pisz.
W latach 1975–1998 miejscowość administracyjnie należała do województwa suwalskiego.